# Svetlana Boguínskaia
Svetlana Boguínskaia (en belarús: Святлана Багінская; en rus: Светлана Богинская) (Minsk, Unió Soviètica 1973) és una gimnasta artística belarussa, ja retirada, guanyadora de cinc medalles olímpiques.

## Biografia
Va néixer el 9 de febrer de 1973 a la ciutat de Minsk, capital en aquells moments de la República Socialista Soviètica de Belarús (Unió Soviètica) i que avui dia és capital de Belarús. Actualment viu als Estats Units.

## Carrera esportiva
Va iniciar la seva carrera esportiva a l'entorn del patinatge artístic sobre gel, si bé als vuit anys abandonà Minks per passar a entrenar gimnàstica artística prop de la ciutat de Moscou. L'any 1987 passà a formar part de l'equip nacional soviètica, aconseguint aquell mateix any una medalla de bronze al Campionat del Món de gimnàstica artística en la prova de barra d'equilibris.
Va participar, als 15 anys, als Jocs Olímpics d'Estiu de 1988 celebrats a Seül (Corea del Sud), on va aconseguir guanyar la medalla d'or en el concurs complet (per equips) i en la prova de salt sobre cavall, així com la medalla de plata en la prova d'exercici de terra i la medalla de bronze en el concurs complet (individual), just per darrere de la soviètica Elena Shushunova i la romanesa Daniela Silivaş. Així mateix fou cinquena en la competició de barra d'equilibris i barres asimètriques, aconseguint sengles diplomes olímpics.
Destacà en el Campionat del Món de 1989 realitzats a Stuttgart (Alemanya Occidental), on aconseguí guanyar tres medalles d'or (equips, individual i exercici de terra), una victòria que dedicà a la seva entrenadora Liubov Miromànova (que s'havia suïcidat l'any 1988).
L'any 1990 aconseguí esdevenir la tercer gimnasta europea (després de la txecoslovaca Věra Čáslavská els anys 1965 i 1967, i la soviètica Liudmila Turíxtxeva els anys 1971 i 1974) en aconseguir tots els títols continentals, en sumar als títols aconseguits l'any 1989 en individual, exercici de terra i salt sobre cavall, els títols de barra d'equilibris i barres asimètriques. Gran favorita per revalidar el seu títol mundial l'any 1991, en una decisió molt controvertida perdé la medalla d'or davant la nord-americana Kim Zmeskal, si bé aconseguí l'or en la competició per equips i de barra d'equilibris.
Va participar en els Jocs Olímpics d'Estiu de 1992 celebrats a Barcelona (Catalunya), en aquesta ocasió representant l'Equip Unificat, on únicament va aconseguir guanyar la medalla d'or en el concurs complet (per equips). En aquests mateixos Jocs va aconseguir finalitzar quarta en la prova de salt sobre cavall i cinquena en el concurs complet (individual) i barra d'equilibris, guanyant novament sengles diplomes olímpics.
Després dels Jocs de Barcelona decidí retirar-se de la competició, però tornà l'any 1995 per tal de participar, en nom de Belarús, en els Jocs Olímpics d'Estiu de 1996 realitzats a Atlanta (Estats Units), on fou cinquena en la competició de salt sobre cavall, sisena en el concurs complet (equips) i catorzena en el concurs complet (individual). Amb la seva participació en aquests tercers Jocs es convertí en una de les poques privilegiades que han aconseguit aquesta gesta en gimnàstica artística juntament amb Larissa Latínina, Věra Čáslavská, Liudmila Turíxtxeva, Svetlana Khorkina, Dominique Dawes, Lisa Skinner i Oksana Chusovitina.